# 작은 아씨들 (2004년 드라마)
《작은 아씨들》은 2004년 4월 24일부터 2004년 11월 21일까지 방영된 SBS 주말 드라마이다.

## 등장 인물

### 네 자매
- 박예진 : 정혜득 역

큰딸. 촛불서처럼 타오르는 조용하고도 지속적인 정열. 아버지의 기대에 부응하려는 초인적인 노력, 좌절, 희생. 내면의 정제된 슬픔. 여성적이고 화려한 외모. 소리내지 않는 카리스마... 비극적 멜로의 주인공. 천재적인 두뇌를 소유한 자들이 동시에 갖고 태어난다는 투명하고 섬세한 천상의 음악적 감성. 어린시절, 큰딸로서의 과도한 책임감과 아버지의 외도로 인한 상처, 자신의 감정을 억제하고 표현하지 못하게 하여, 궁극적으로 사랑을 전달하는 방법을 배우지 못한 그녀는 누구보다 가족을 사랑했고 연인을 사랑했음에도 차갑고 이기적인 사람으로 해석될 수밖에 없어 고독했다. 그런 그녀가 의대입시 실패를 시작으로 좌절을 딛고 일어서 변화하는 인생을 살아가며 더 이상 자신과 자신을 둘러싼 주변을 외롭게 만들지 않는 성숙하고 풍요로운 여인으로 성장한다.
- 유선 : 정미득 역

둘째딸. 터프걸. 상대를 압도하는 카리스마..반항, 상처, 적개심, 복수심, 부모의 포기, 추리닝, 이루어질 수 없는 사랑. 사랑만은 단 하나에 목숨을 걸었다. 잡초처럼 자라나서, 눈물겨운 상처를 한다. 평소에는 일부러 껄렁껄렁 떠벌대지만, 결정의 순간이 오면, 서서히 말수가 줄고, 순간 눈에 푸른 빛이 도는 여전사. 아버지를 빼 닮아 아버지를 유일하게 이해하고, 사랑 받고 싶지만, 아버지는 자신 인생에 유일한 오점이라며 박대. 무슨 짓을 해서든 잘 살아서 아버지를 복수하겠다고 마음먹는다.
- 박은혜(아역 함은정) : 정현득 역

셋째딸. 천상여자. 측은지심이 많아, 가족을 위해 봉사하고, 자신의 일이 끝나면, 한쪽에 가만히 비켜 앉아 있는 평화의 아가씨..섬세하고 촉촉한 품성. 강력한 아버지와 강인한 두 언니 밑에서, 조용하고 소심하게 성장할 수 밖에 없었지만, 온 세상의 반대와 맞서야 하는 그녀만의 사랑을 관철시켜 나가면서, 사랑의 감정을 통해, 자신감 있고, 적극적인 성격으로 성숙된다. 그녀 또한 이 집안의 딸답게, 내면에는 강인함이 있었던 것이다. 특히, 사랑에 대해서는 뚜렷한 주관이 있고, 두 언니들도 따라갈 수 없는 강인한 추진력이 있다. 역경 속에 그녀만의 빛나는 사랑을 얻는다.
- 이윤미 : 정인득 역

넷째딸. 태생적 슬픔이 있으나, 역동적이고 귀여운 래퍼. 집안의 양념이자, 귀염둥이. 아버지가 아들을 얻겠다는 의지를 불태우던 시절, 밖에서 낳아들인 딸.. 생모 사망 후, 이미 엄마를 알아볼 수 있는 나이에 와서, 자신이 서출이라는 사실을 알고 있음에도 밝고 빛나게 자라는 딸. 요즘 여학생들처럼 말도 거칠고 한 터프하며, 연예인을 동경하고 꿈꾸는 천상 요즘 청소년. 슬플수록 말이 많아지고, 집안의 분위기가 긴장되면 랩과 힙합춤으로 가족들이 웃을때까지 의지를 불태우며 분위기를 풀어준다. 아버지에게 물려받은 어쩔 수 없는 음악전 신명이 있어, 훗날 가요계로 진출한다.

### 가족들
- 임채무 : 정대묵 역

네 딸의 아버지. 아들을 얻겠다는 집념을 불태워 당당하게 바람을 피고, 가족들에게 별로 미안해 하지도 않는 아버지. 약간 뻔뻔..깎아놓은 듯한 외모. 젊은 시절, 가수의 꿈을 불태워, 밤무대에서 노래도 하며, 돈 한 푼 없이도 재주껏 풍류를 즐겼던 풍류남아 한량.. 이 아버지의 절망을 모르는 강력한 의지와 예술적 신명이 네 딸에게 각양각색 다르게 전수되어, 딸들의 인생에 펼쳐진다. 아들을 얻겠다는 집념을 포기한 후, 자신의 네 딸들을 세상의 어느 아들들보다 강인하게 키우겠다는 일념으로 딸들을 혹독하게 키우는 강력한 아버지. 이 아버지가 원하는 딸들은 아리땁고 사랑스러운 딸들이 아니다.
- 김해숙 : 윤자 역

네 딸의 어머니. 남편 외출 시, 와이셔츠를 바짝바짝 날 세워서 다려놓지 않으면, 치도곤을 당한다. 그토록 아들을 원하는 남편에게 아들을 못 낳아주고, 자궁을 들어낸 이후, 더 이상 아이를 낳을 수 없어, 늘 남편에게 미안하고..순종적. 남편이 바람 펴서 낳아 들인 딸도, 자신의 딸과 똑같이 키운다. 부억데기. 중학교 졸업의 학력으로 대학생 남편을 얻어 일생동안 받들고 살면서, 생활비도 제대로 못 벌어 들이는 남편에게 바가지 한 번 못 긁어보고, 아득바득 없는 살림 쪼개서 궁극적으로 네 딸을 모두 대학교육을 시켰다. 굶어 죽어도 딸들은 가르쳐야 한다.

### 남자들
- 김호진 : 박선우 역

순정남(純情男). 침묵 속에서 사랑한다..가난한 고학생. 우수한 두뇌. 민감한 감성. 측은지심에 기인한 투명한 휴머니즘. 사랑을 보면 일단 웃고 들어가는 수줍지만 밝고 따뜻한 품성. 가난에 함몰되지 않고 구김살없이 살아온 즐거운 천성. 대학교 3학년이 되도록 여자 손목 한번 잡아보지 못하다가 고등학생인 혜득을 사랑하게 되었다. 처음에는 자신의 불확실한 처지 때문에 침묵 속에 사랑할 수밖에 엇었고, 그 이후후엔, 그녀가 친구의 연인으로 나타나서, 여전히 침묵속에 사랑할 수 밖에 없었다.
- 김정현 : 이준섭 역

호남(好男). 그저 사람 좋고, 돈도 많고, 정도 많은, 좋은 집안에서 잘 자란 좋은 남자. 착하고 호방한 성격. 다만, 죄라면 사람 좋아하는 죄. 특히, 친구의 여자를 사랑한 죄.. 그녀를 얻고 싶다..욕망이 너를 구원하리라.. 사랑만큼은 원칙대로 할 수 없다. 왜냐하면, 그의 모든 상상 속에는 그녀가 있기 때문이다. 그녀가 없는 그의 인생은 단 하루도 상상할 수 없다. 단 하루를 살다 죽어도 그녀와 살다 죽고 싶다.. 괴로워서, 괴롭힌다.
- 오대규 : 노건태 역

쾌남(快男). 최고로 잘 나가는 드라마작가. 한번 계약에 몇 억을 거머쥐고, 하룻밤에 카지노에서 일억을 날리지만 왼눈 하나 까딱 않고 또다시 열정적으로 글을 써서, 또 번다. 그러한 그에게 도박보다 더 흥미 있는 껀이 생겼다. 미득이라는 괴물이다. 각양각색의 여인네를 두루 섭렵한 경지이지만, 이런 여자는 보다보다 또 처음 본다. 온 세상 여자가 자신을 좋아한다고 생각하는 남자. 적당히 능글거리고 어쩔 수 없이 섹시한 남자. "바람과 함께 사라지다"의 레트 버틀러 라고나 할까...
- 이완 : 차일도 역

고독남(孤獨男). 그녀는 내가 가질 수 없는 여자다..사랑하는 여자도, 아끼는 물건도 하루 이상 소유할 수 없는 칼날 위의 불안한 인생. 상처뿐인 가슴을 스스로 달래면서, 맨발로 달려온 고독한 인생. 아무도 내게 사랑에 대해 가르쳐 준 적이 없는 상태에서, 사랑에 빠졌듯이, 아무도 내게 그녀를 잊는 법을 가르쳐 주지 않은 상태에서, 사랑하므로 무조건 그녀를 두고 떠날 수 밖에 없다. 내 사랑이 끝나는 날에, 내 인생도 끝나리라. 단 한번의 사랑에 목숨을 건다. 부모에게 왜 버러졌는지도 모른 채 고아원에서 성장한 태생적으로 고독한 인생, 고아원을 뛰쳐나온 후, 배가 고파 조직에 흘러들어 갔다가 넘버 투의 자리까리, 지금은 자신 휘하에 따로 수십 명의 조직원을 거느린 중간 보스가 된다.
- 정재훈 : 정완/장땡이 역

인득의 남자친구. 뻔뻔한 껄렁이. 무스로 머리를 횃불처럼 세우고, 런닝에 넥타이를 매고 그 위에 양복 자켓을 입는 포스터모더니즘적인 차림새와 성격. 인득과 어울리는 것을 대묵에게 들켜, 치도곤을 당해도, 다음날 아무 일도 없는 것처럼 "아버님 저 왔습니다"하고 나타나는 청년.

### 그 외 인물
- 태현실 : 준섭 모친 덕인 역
- 임현식 : 김순남 역
- 왕빛나 : 서민경 역
- 신주아 : 드라마 작가 오윤정 역
- 이종남 : 사무장 역
- 김일우 : 드라마국 관계자 조차장 역
- 최동준 : 박이사 역
- 성창훈 : 현득 스토커 역
- 김동균 : 미용실 운영자 두봉 역
- 정욱 : 둘째 미용실 친구 석만 역
- 채은정 : 가수 역
- 윤기원 : 방송국 PD 서감독 역
- 신범식 : 건달 역
- 이건
- 이승형 : 인득과 정완의 프로듀서 매니저 역
- 공재원
- 박영지 : 황국장 역
- 엄수진 : 강병숙 역
- 여호민
- 이승민
- 이진아 : 김비서 역
- 전성우
- 황보라
- 김은경
- 박정선
- 김형범
- 원숙희
- 옥승일
- 오아랑

## 결방 사유 및 연장 및 2회 연속 방영
- 2004년 5월 1일 : 8시 25분부터 2004 하계 올림픽 축구 아시아예선 <대한민국 VS 중국> 중계방송으로 인해 결방
- 2004년 6월 5일 : 8시 45분부터 특선영화 <동갑내기 과외하기> 편성으로 인해 결방
- 2004년 6월 6일 : 12회, 13회 연속 방영
- 2004년 7월 10일 : 6시 50분부터 축구 국가대표 친선경기 <대한민국 VS 바레인> 중계방송으로 인해 결방 (SBS 8 뉴스는 8시 55분, 오늘의 스포츠는 9시 30분으로 이동)
- 2004년 8월 21일 : 2004 하계 올림픽 특집 프로그램 편성으로 인해 결방
- 2004년 8월 22일 : 33회, 34회 연속 방영
- 2004년 9월 26일 : 추석 특집 프로그램 편성으로 뒷시간대 드라마 <매직>이 8시 45분부터 9~10회 연속 방영되었으며 이 때문에 결방
- 2004년 10월 10일 : 뒷시간대 드라마 매직이 8시 45분부터 13~14회 연속 방영되었으며 이 때문에 결방
- 2004년 11월 14일 : 8시 45분부터 창사특집 3부작 드라마 <홍소장의 가을> 편성으로 인해 결방
- 후속작 <토지>의 캐스팅 문제 등을 고려하여[1] 작은 아씨들 방영 분량이 50부작에서 7회 연장되어 57부작으로 변경 및 확정되었다.

## 참고 사항
- 첫 회부터 사채업자 패거리들과 사채를 갚지 못하는 집안의 딸들과의 대결을 묘사하여 비난을 받았다.[2].